# 11 Batalion Ewakuacji Sprzętu
11 batalion ewakuacji sprzętu „Ziemi Szczecineckiej” (11 bes) – jednostka wchodząca w skład 1 Pomorskiej Brygady Logistycznej, dyslokowany w Czarnem.

## Zadania
- 11 batalion ewakuacji sprzętu przeznaczony jest m.in. do przerzutu na duże odległości ciężkiego gąsienicowego sprzętu i uzbrojenia wojskowego w jej regionie odpowiedzialności;
- rozpoznanie techniczne w zakresie:
  - dróg ewakuacji technicznej;
  - rejonów gromadzenia oraz dróg dojazdu;
  - obiektów cywilnej infrastruktury technicznej;
  - stopnia skażenia terenu;
- weryfikacja i odzysk podzespołów i części z uzbrojenia i sprzętu wojskowego zakwalifikowanego do strat bezpowrotnych;
- wydzielanie sił i środków do Grup Ratunkowo – Ewakuacyjnych na przeszkodach wodnych.

## Tradycje
- decyzją nr 343/MON Ministra Obrony Narodowej z 7 września 2006 r. zatwierdzono wzór odznaki pamiątkowej[1];
- decyzją nr 344/MON Ministra Obrony Narodowej z 7 września 2006 r. nadano nazwę wyróżniającą i ustanowiono doroczne święto jednostki[2];
- 21 października 2006 na terenie OSiR w Szczecinku odbyło się uroczyste wręczenie sztandaru[3].
- decyzją nr 427/MON Ministra Obrony Narodowej z 30 października 2015 r. zatwierdzono wzór oznaki rozpoznawczej oraz proporczyka na beret[4]

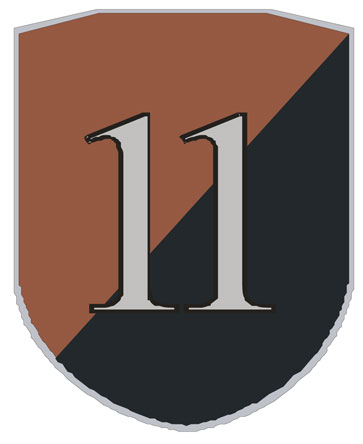
Oznaka rozpoznawcza na mundur polowy
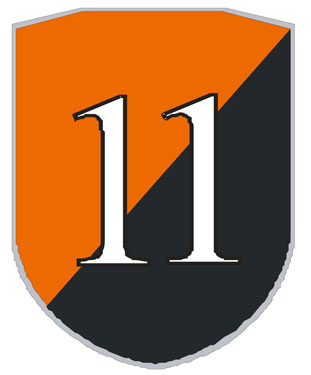
Oznaka rozpoznawcza na mundur wyjściowy
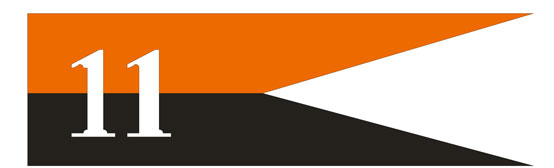
Proporczyk na beret

## Dowódcy
- ppłk Zbigniew Skomra – (2004 - 2006)
- mjr Jacek Lewandowski – (2006 - 2007)
- ppłk Jan Lipiński – (2007 – 2012)
- mjr Wiesław Buczek - (2012 - 2012)
- ppłk Andrzej Murawski - (2012 - 2016)
- ppłk Maciej Kowalski - (2016 - 2017)
- ppłk Tomasz Lewandowski - (2017-2021)
- cz. p. o. mjr Paweł Zagulski (2021)
- ppłk Cezary Markowski - (2021-2023)
- cz. p.o. mjr Maciej Kikowski - (2023-2024)
- ppłk Marcin Zajkowski - (2024 - obecnie)